# Adolf Zimmermann
Pour les articles homonymes, voir Zimmermann.
Adolf Zimmermann (né le 1er septembre 1799 à Lodenau, mort le 17 juillet 1859) est un peintre prussien.
Il appartient au Mouvement nazaréen, École de peinture de Düsseldorf.

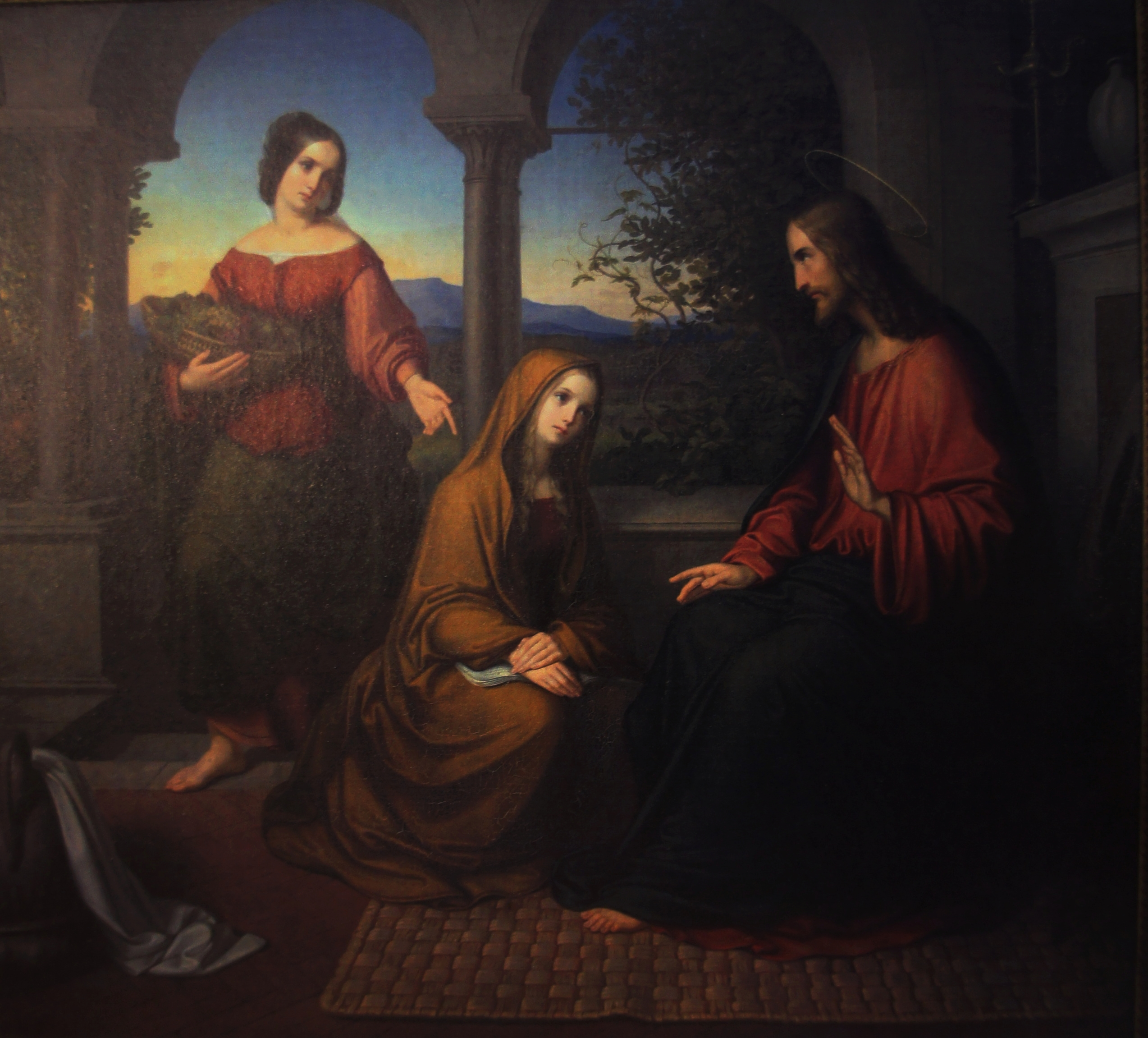
Marie et Marthe avec le Christ (1836)
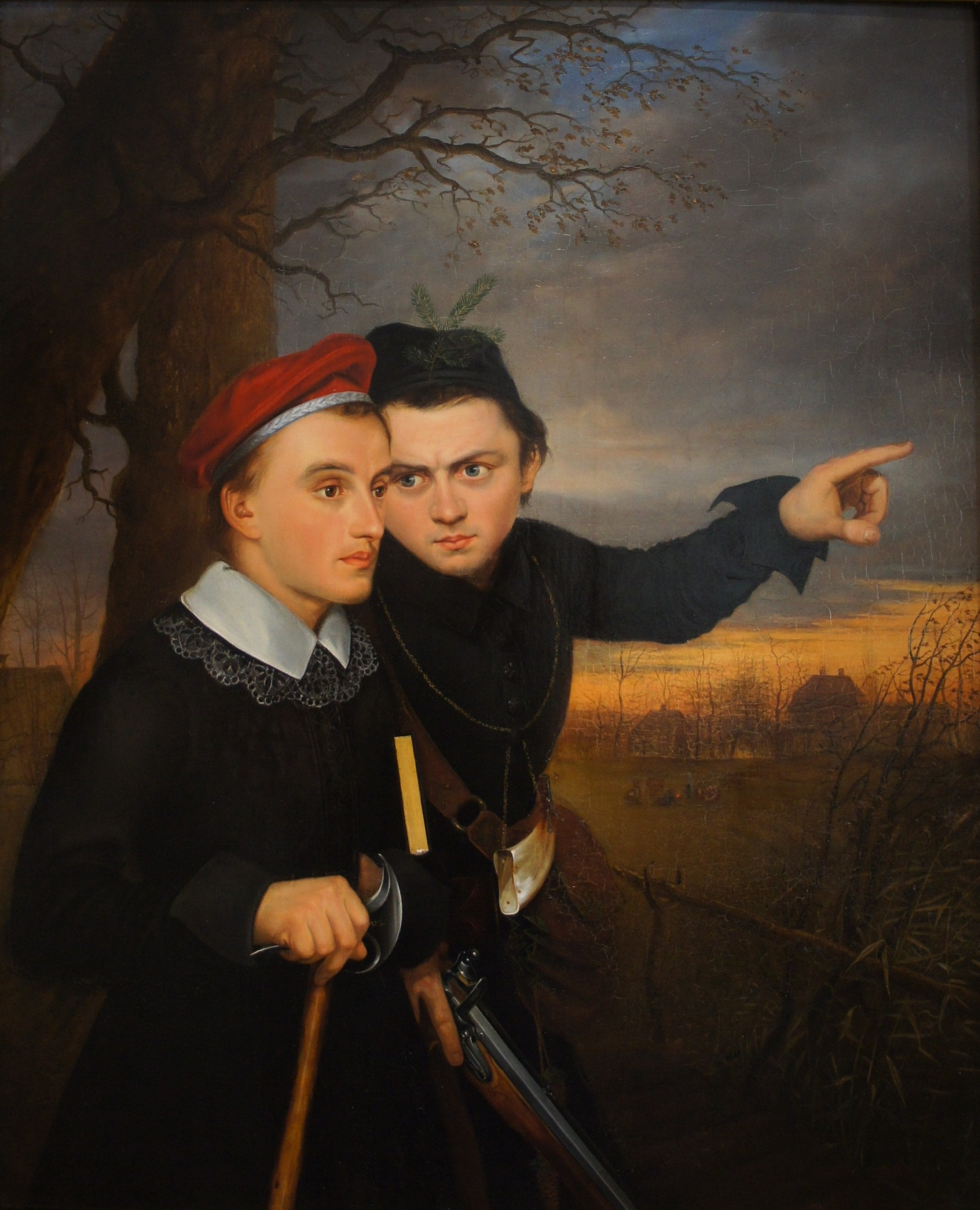
Portrait de Zimmermann avec son ami Carl Gottlieb Peschel